# Setodes manivriddha
Setodes manivriddha är en nattsländeart som beskrevs av Schmid 1987. Setodes manivriddha ingår i släktet Setodes och familjen långhornssländor. Inga underarter finns listade i Catalogue of Life.